# 柏市立土小学校
柏市立土小学校（かしわしりつ つちしょうがっこう）は、千葉県柏市増尾にある公立小学校。愛称は「土小」。

## 特徴
大きな桜の木が2本ある。創立当時に植樹されたもので、「百年桜」と呼ばれている。平成21年度柏市都市景観賞を受賞した。

## 歴史
- 1872年（明治5年） - 増尾学校として開校
- 1915年（大正4年） - 増尾尋常高等小学校となる
- 1927年（昭和2年） - 土尋常高等小学校となる
- 1947年（昭和22年） - 土小学校となる

## 小学校周辺
- きつね山(幸谷城塁壁跡)
- 増尾城址公園
- ニッカウヰスキー柏工場
- 千葉県立柏南高等学校
- 芝浦工業大学柏高等学校・中学校
- 柏市立土中学校
- 柏市立増尾西小学校